# Digitaria sacchariflora
Digitaria sacchariflora är en gräsart som först beskrevs av Giuseppe Raddi, och fick sitt nu gällande namn av Johannes Jan Theodoor Henrard. Digitaria sacchariflora ingår i släktet fingerhirser, och familjen gräs. Inga underarter finns listade i Catalogue of Life.